# Góra Barzowicka
Góra Barzowicka – wzniesienie o wysokości 72,3 m n.p.m., położone w woj. zachodniopomorskim, w powiecie sławieńskim, na obszarze gminy Darłowo, w pobliżu wsi Barzowice.
Poprawna nazwa wzniesienia brzmi "Barzowicka Góra". Zgodnie z rozporządzeniem do ustawy wprowadzającym nazwę wzniesienia, obecnie stosowana nazwa to "Góra Barzowicka".
Nazwę Barzowicka Góra wprowadzono urzędowo w 1949 roku, zastępując poprzednią niemiecką nazwę Pigow Berg.
Pod względem geologicznym Barzowicka Góra należy do ciągu wzgórz, będących morenami czołowymi subfazy gardzieńskiej. Ten ciąg wzgórz odpowiada ostatniemu postojowi lądolodu skandynawskiego na ziemiach polskich.